# Kinga Syrek
Kinga Syrek (ur. 16 lipca 1995 w Krakowie) – reżyserka filmów animowanych, graficzka, malarka, performerka. 

## Kariera artystyczna
Ukończyła Liceum Plastyczne w Tarnowie (2015). 
Absolwentka Wydziału Intermediów Akademii Sztuk Pięknych im. Jana Matejki w Krakowie – dyplom z wyróżnieniem w pracowni animacji (2021). Doktorantka Szkoły Doktorskiej na Akademii Sztuk Pięknych w Krakowie. 
W 2019 roku otrzymała Diamentowy Grant Ministerstwa Nauki i Szkolnictwa Wyższego na projekt badawczy: „Imersja w filmie animowanym. Wirtualna rzeczywistość jako nowe narzędzie w filmie animowanym, pozwalające widzowi na utożsamienie się z bohaterem scenariusza oraz odczucia emocji mu towarzyszących" oraz Stypendium Ministra Kultury i Dziedzictwa Narodowego.
W 2012 roku zaprojektowała plakaty do autobusu Born Brave Bus należącego do fundacji Lady Gagi – The Born This Way Foundation.

Od 2018 roku łączy badania naukowe z projektem z zakresu sztuki performance, w którym pod pseudonimem Mazda Isphahan daje drugie życie Edie Sedgwick. Jak napisał prof. Artur Tajber: 
Pani Syrek wypracowała własną, unikatową metodę badań – aby dotrzeć do często ukrytych materiałów i relacji źródłowych posunęła się do technik artystycznej mistyfikacji i pastiszu, imitując postać bohaterki swych studiów. Prace te były prowadzone również w USA, na terenie i w miejscach aktywności objętych dobrze udokumentowanym zamysłem, a ich efekt uznaję za bardzo interesujący i oryginalny, wręcz pionierski. 
W 2021 roku miał premierę jej debiutancki film animowany Too Late opowiadający historię Edie Sedgwick, aktorki, którą uczynił gwiazdą Andy Warhol, udźwiękowiony przez Roberta Margouleffa, nagrodzony w USA i Polsce. 

## Filmografia
- 2021: Too Late (film animowany o Edie Sedgwick[10]

## Nagrody i nominacje
- 2012: Ogólnopolski konkurs malarski Pejzaż Ludzki dedykowany Józefowi Czapskiemu, Pałac Sztuki, Kraków (I nagroda oraz Wyróżnienie Honorowe)[11]
- 2019: II Krakowski Salon Sztuki, Pałac Sztuki, Kraków (Nagroda Publiczności)[12]
- 2021: 61. Krakowski Festiwal Filmowy (nominacje w kategoriach: Konkurs krótkometrażowy oraz Konkurs polski)[13]
- 2021: Long Story Short Film Festival, DCF, Wrocław (Nagroda Główna „Salamandra” w kategorii Animacja oraz Nagroda Publiczności)[14]
- 2021: Across the Globe Film Festival, USA (Best Animated Film)[15]
- 2021: Z-SHORTS International Film Festival, Santa Barbara, Kalifornia, USA (Honorable Mention)[16]
- 2021: Solanin Film Festiwal, Nowa Sól (nominacja w kategorii Film Animowany)[17]

## Wybrane wystawy indywidualne
- Neon lights – Lile Art Gallery, Amarillo, Teksas, USA, 2016
- Edie Sedgwick – Sedgwick Reserve, Santa Ynez, Kalifornia, USA, 2017
- Nostalgia – Zakliczyńskie Centrum Kultury, Zakliczyn, Polska, 2018[18]
- Nieskończoność jej oblicza – Kino Kijów, Kraków, 2019[19]
- Edie, Andy & Chuck – The Filmmakers' Coop.(inne języki), Nowy Jork, USA, 2019
- Self-Taken – Café Szafe, Kraków Photo Fringe, 2020[20]

## Wybrane wystawy zbiorowe
- Pejzaż ludzki – Józef Czapski – Pałac Sztuki, Kraków, Polska, 2012
- Nie-Byt? – Art Squat, Tarnów, Polska, 2016[18]
- Kontekst/kontekstualizm – Dworzec Główny w Poznaniu, Poznań, Polska, 2016 (wystawa organizowana przez Uniwersytet Artystyczny w Poznaniu)[18]
- IV salon wiosenny – BWA, Tarnów, Polska, 2017
- Młoda Plastyka Bocheńska – Muzeum Józefa Fischera, Bochnia, Polska, 2017
- Property – Rogers Park/West Ridge Historical Society, Chicago, Illinois, USA, 2017
- V salon wiosenny – BWA, Tarnów, Polska, 2018[21]
- I Krakowski Salon Sztuki – Pałac Sztuki, Kraków, Polska, 2018
- VI salon wiosenny – BWA, Tarnów, Polska, 2019[22][23]
- II Krakowski Salon Sztuki – Pałac Sztuki, Kraków, Polska, 2019[24]
- VIII salon wiosenny – BWA, Tarnów, Polska, 2021[25]